# Zdravljica
Zdravljica («Un brindis») és l'himne nacional d'Eslovènia d'ençà la seva adopció un cop esdevingué un estat independent el 1991 si bé des del setembre de 1989 ja havia sigut adoptat com a himne de la República Socialista d'Eslovènia i cantat en algunes ocasions
L'himne és la setena estrofa del poema homònim escrit a 1844 i publicat a 1848 obra del poeta romàntic eslovè France Prešeren. El poeta eslovè s'inspirà en els ideals de la revolució francesa en tant que llibertat, igualtat i fraternitat així com l'anhel d'una Eslovènia independent. La melodia la va compondre Stanko Premrl el 1905.
L'himne és vist com una crida a reforçar l'amistat i els llaços entre les nacions del món i a defugir de la guerra. En essència, reforça els valors com la pau, la tolèrancia i la cooperació entre les nacions.
La moneda de dos euros eslovena porta inscrita una cita amb el poema. També es gravà el poema, traduït en les 23 llengues oficials a la Unió Europea al moment, al monument commemoratiu erigit l'any 2008 durant la presidència eslovena de la Unió Europea, davant de l'edifici Justus Lipsius del Consell de la Unió Europea a Brussel·les.
El març del 2020, la Comissió Europea guardonà amb el Segell de Patrimoni Europeu el poema escrit de France Prešeren, juntament amb d'altres obres europees, pel testimoni de la idea d'Europa i llur integració.

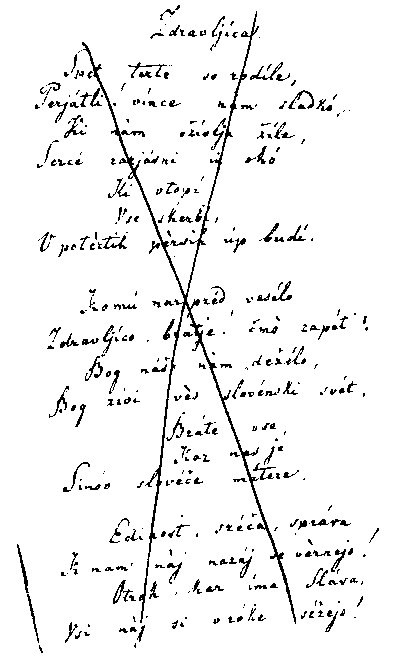
Zdravljica, poema homònim de France Prešeren que ha servit de base de l'himne d'Eslovènia

## Lletra
La lletra de l'himne segueix la setena estrofa del poema amb el mateix títol de France Prešeren i és la següent:
Žive naj vsi narodi 

ki hrepene dočakat' dan, 

da koder sonce hodi, 

prepir iz sveta bo pregnan, 

da rojak 

prost bo vsak, 

ne vrag, le sosed bo mejak!

## Lletra en català
Que visquin totes les nacions 

que anhelen veure el dia

En que allà vagi el sol,

les guerres seran allunyades

que cada compatriota

serà lliure,

ja no hi haurà més enemics, sinó veïns!